# Crystal Reports
Crystal Reports ist eine Software zur Erstellung von Berichten. Mit Crystal Reports können Informationen aus Datenbanken oder Textdateien abgerufen, verarbeitet und in Form von Grafiken und Tabellen dargestellt werden. Eine Verteilung der Berichte über Web-Technologien ist mit Hilfe von Crystal Reports Server, Business Objects Enterprise oder über Eclipse/Java- beziehungsweise .NET-Laufzeitumgebungen möglich.
Crystal Reports wurde ursprünglich von der 1984 in Vancouver, B. C., Kanada, gegründeten Firma Crystal Services entwickelt. Die Software erreichte rasch eine große Verbreitung durch die Partnerschaft mit Microsoft. 1994 wurde Crystal Services durch Seagate Technology übernommen und in Seagate Software umbenannt. Im Jahr 2000 wurde das Unternehmen in Crystal Decisions umbenannt. Im Jahr 2003 wurde Crystal Reports durch Business Objects übernommen und in Folge weiterentwickelt. Anfang 2008 wurde Business Objects von SAP übernommen.

## Report Design Methode
Benutzer installieren Crystal Reports Designer Software auf dem PC und benutzen es, um bestimmte Datenelemente aus Tabellen von unten genannten Datenquellen darzustellen. Für die Übernahme dieser Daten stellt Crystal Reports entweder entsprechende spezifische Treibersoftware zur Verfügung oder Daten werden in den Standards ODBC, JDBC oder OLAP aus den Quellsystemen übernommen. Wenn ein Report fertiggestellt worden ist, wird er in der Regel im eigenen Format RPT gespeichert. In dieser Form kann er jederzeit aufgerufen werden und erhält die jeweils aktuellen Daten aus den Quellsystemen. Wenn die Datenbanken der Quellsysteme verändert werden, ändern sich automatisch die Berichte, die mit Crystal Reports erstellt wurden. Die Berichte können entweder am Bildschirm angesehen, in verschiedenen Formaten exportiert oder gedruckt ausgegeben werden (siehe „Ausgabeoptionen“). Die hergestellten Berichte können aus einfachen Spalten mit Werten, Grafiken oder Kreuztabellen bestehen. Es ist möglich, in einen Hauptreport auch Unterreports einzubinden. Außerdem bietet Crystal Reports (ab Version 2008) die Möglichkeit, Flash-Dateien zu verwenden. Es gibt zahlreiche Möglichkeiten, die entstandenen Berichte in der Erscheinung oder in der Grafik zu verändern und zu formatieren sowie grafische Labels und Bilder in verschiedenen Bildformaten hinzuzufügen.

## Verwendete Datenquellen
Zu den verwendeten Datenquellen für Crystal Reports gehören:
- relationale Datenbanksysteme (RDBMS) wie Oracle, Sybase, IBM Informix, IBM DB2, Ingres, Microsoft Access, Microsoft SQL Server, MySQL, PostgreSQL[3], Interbase etc.;
- Btrieve;
- Tabellenkalkulationen aus z. B. Microsoft Excel, OpenOffice.org;
- Textdateien;
- Formatierte Dateien wie z. B. XML;
- sowie Datenquellen, die über Web Service, ODBC, JDBC oder OLAP ansprechbar sind.

## Ausgabeoptionen
Zu den Ausgabeoptionen von Crystal Reports gehören unter anderem Papierausdrucke, Textdateien wie z. B. CSV oder XML-Dateien, RPT-Dateien im Crystal-Report-Format, HTML-, PDF-, Excel- oder Word-Dateien.
Es existieren Benutzeroberflächen-Controls zum Betrachten von Reports, die in eigene Applikationen integriert werden können, und zwar basierend auf folgenden Technologien:
- ASP.NET
- Windows Forms
- WPF (ab Crystal Reports for Visual Studio 2010)

## Versionen
Versionen und Auswahl wesentlicher Neuerungen:
- Version 6:
- Version 7: Integriertes geographisches Mapping, benutzerdefinierte Tooltips, Wizard für laufende Summen, Kreuztabellen, Hervorheben von Feldern, COM Report Designer Komponente (RDC).
- Version 8: Datenexplorer, automatisches Speichern, erweiterte Formatierungsmöglichkeiten (Kreise, Ovale, bedingte Font-Formatierung etc.), JPEG-/PICT-/PNG-Unterstützung,  Einbetten von Hyperlinks, hierarchisches Gruppieren, Basic-Syntax in Formeln, (D)HTML-Berichtsbetrachter, Export nach (D)HTML, Lotus Notes als Datenquelle, Unterstützung der SQL-Features „SELECT DISTINCT“ und „TOP N“.
- Version 8.5: Kopieren ganzer Reports in die Zwischenablage, Report-Alerts, Parameterabfrage im Web, Export nach XML und PDF.
- Version 9: Numerische oder Datums-X-Achse bei Diagrammen, Gauge- und Gantt-Diagramme, Repository, vektorbasierte Bilder, bedingte Formatierung in Diagrammen, .NET-Betrachter für Windows Forms und Web, Bericht-Betrachter-SDKs für COM, .NET und Java.
- Version 10: Funnel-Diagramm, Bericht-Betrachter-Komponente für Java.
- Version XI: Dynamische Bildsuche, Drag und Drop bei Kreuztabellen und Diagrammen, Berichtstyp „N-Wert bei Top-N“, benutzerdefinierte Funktionen in Java, dedizierte Serverkomponente (Crystal Reports Server).
- Version 2008: Mehrsprachiger Berichtsentwurf und Berichtsansicht, XSLT-Transformierung beim XML-Export, Adobe-Flash-Einbindung, integrierte Strichcode-Unterstützung.
- Version 2011: Export nach Excel-XLSX-Arbeitsmappe, neue Datenquellen ADO.NET und POJO.
- Version 2013: Identisch mit Version 2011. Wurde im Rahmen der Freigabe der Business Objects Intelligence Suite 4.1 in 2013 umbenannt.[7]
- Version 2016:
- Version 2020:
- Version 2025: Neuer "SAP BW (DSL)" Treiber, Datenbank-Abfrage-Panel: Datenbanksortierung und Ranking, Crystal Reports 2025 Desktop Viewer[8]

## Editionen
Folgende Editionen von Crystal Reports wurden veröffentlicht:
- Standard: war erhältlich für alle Versionen bis XI.
- Professional: war erhältlich für alle Versionen bis XI.
- Developer: ist erhältlich seit Version 7. Diese Edition enthält zusätzlich zu den anderen Editionen Betrachter fürs Web und zur Integration in Applikationen, sowie Zugriff auf folgende APIs:
  - Bis Version 9: Crystal Reports Engine API
  - Bis Version XI: COM Report Designer Component (RDC)
  - Bis Version XI: Java-basiertes SDK zur Reporterstellung
  - .NET-basiertes SDK zur Reporterstellung
- Advanced Developer: war nur für die Versionen 8.5, 9 und 10 erhältlich. Enthält zusätzlich zur Developer-Edition einen Workgroup-Server.
- Server: ist erhältlich seit Version XI. Enthält alle Developer-Edition-Leistungsmerkmale sowie eine Server-Komponente.
- Crystal Reports for Visual Studio N (N = Visual-Studio-Versionsnummer): diese Edition dient zur Integration von Reports in Desktop- und Web-Applikationen, die mit Visual Studio erstellt werden. In der Regel sind die „for Visual Studio“-Editionen kostenfrei. Bis Visual Studio 2008 war Crystal Reports im Produkt mit eingeschlossen.[9] Für Visual Studio 2010 ist Crystal Reports als Download verfügbar.[10]

Crystal Reports 2008 und 2011 gibt es nur als Developer- und Server-Edition.

## Crystal Reports for Enterprise (CR4E)
SAP hatte eine stark überarbeitete Version von Crystal Reports veröffentlicht, mit dem Namen Crystal Reports for Enterprise (im nachfolgenden kurz CR4E). Im Gegensatz zum herkömmlichen Crystal Reports unterstützt CR4E 4.0 außer „Universen“ noch keine anderen Datenverbindungen (z. B. zu Datenbanken). Eine Migrationsstrategie von Crystal Reports nach CR4E gab es nicht. Ab Crystal Reports 2025 (teil von BI 2025) ist CR4E entfernt.